# Porta Salaria
La porta Salaria est une porte antique de Rome, construite entre 270 et 275 dans le mur d'Aurélien. Située entre la porta Pinciana et la Castra Praetoria, elle ouvrait sur la via Salaria avant d'être totalement démolie en 1921 pour laisser place à la piazza Fiume.

## Histoire

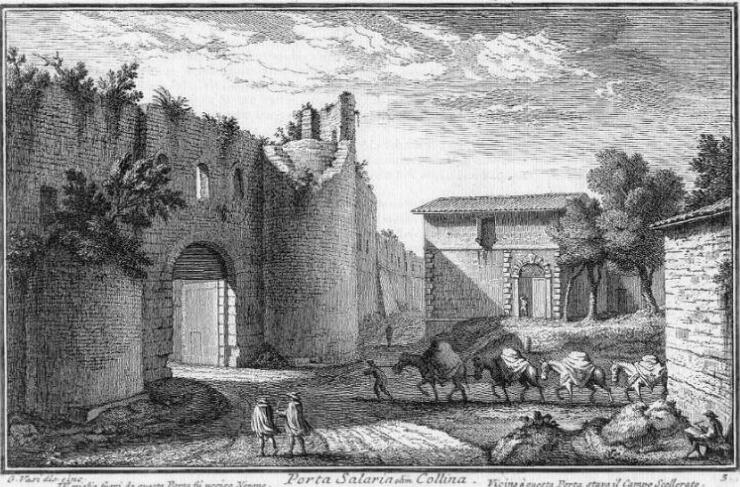
La porta Salaria par Giuseppe Vasi vers 1750.

La porta Salaria a été créée pour faciliter l'accès de la via Salaria nova depuis la porta Collina du mur servien à la via Salaria vetus. Elle est renforcée sous le règne de l'empereur Flavius Honorius au Ve siècle, sans pouvoir empêcher l'entrée du roi Goth Alaric Ier lors de son sac de Rome, le 24 août 410. En 537, la zone de la porta Salaria est le lieu du siège de la ville par le roi Goth Vitigès qui était alors opposé au général Bélisaire, lors de la guerre de reconquête de l'Italie par l'empereur Justinien.
Le 20 septembre 1870, la portion du mur d'Aurélien située entre la porta Pia et la porta Salaria est soumise à une intense canonnade des troupes italiennes pour faire céder les États pontificaux. La porte est alors fortement endommagée, puis démolie en 1871. Elle a été reconstruite en 1873, selon les plans de l'architecte Virginio Vespignani.
En 1921, la porte est définitivement démolie pour organiser la circulation sur l'actuelle piazza Fiume.